# Followership
Followership è un termine tecnico, utilizzato soprattutto dagli studiosi di leadership in ambito organizzativo. È una parola inglese che non ha un esatto corrispettivo in italiano. Deriva dal termine follower, che a sua volta deriva dal verbo to follow, che significa seguire: il follower è colui che segue, cioè che prende strade aperte da altri, sia in senso reale che metaforico. La followership è dunque l'atteggiamento che denota fedeltà, anche condizionata, ad un leader.

## Rilevanza del costrutto
Sebbene non tutti gli autori siano concordi sul fatto che questo costrutto sia utile, il concetto sta acquisendo crescente notorietà; la sua diffusione è legata all'articolo di Robert Kelley “In praise of followers”, pubblicato nel 1988 sull'Harvard Business Review e al libro di Ira Chaleff “The Courageous Follower” del 1995. 
L'interesse per la followership deriva da uno spostamento dell'attenzione, proposto da alcuni studiosi di leadership, dalla figura del leader a quella del follower. Secondo Carsten l'essenza della followership non sta nell'occuparsi delle azioni dei follower in generale, ma nell'occuparsi di ciò che i follower fanno in relazione ai propri leader. In questa accezione, i comportamenti di followership non riguardano tutto ciò che i follower fanno (per esempio come gestiscono il proprio lavoro o le relazioni con i propri colleghi), ma riguardano specificamente i comportamenti nei confronti dei leader, ad esempio “il modo in cui i follower assumono responsabilità nei confronti del proprio leader, come comunicano con il leader, come affrontano problemi in relazione al leader”. Gestire il rapporto con il proprio leader significa fornirgli supporto e sostenerne le decisioni, ma non significa essere un subalterno: “un follower condivide con il leader l'obiettivo comune, crede in ciò che l'organizzazione persegue, desidera il successo del leader e dell'organizzazione e opera con determinazione affinché tale successo diventi realtà”. La followership quindi non coincide con la subordinazione. La subordinazione è solo uno degli elementi della followership che indica che la relazione con il leader non è paritaria, ma sussiste uno squilibrio di forze. 
Oltre alla subordinazione la followership è basata sull'azione finalizzata a un obiettivo comune. L'azione non coincide con la mera esecuzione di una disposizione, non significa cioè obbedienza passiva o conformismo. Il follower è responsabile insieme al leader del conseguimento della finalità comune e la followership è efficace quando è basata sulla capacità del follower di proporre un pensiero indipendente e critico, di ricondurre la situazione reale ai propri riferimenti professionali ed etici per esprimere una valutazione consapevole e agire con integrità, di arrivare a sfidare il proprio leader quando le azioni intraprese non siano in linea con gli obiettivi organizzativi o con le proprie convinzioni etiche, giungendo anche a separarsi dal leader quando le sue azioni siano di ostacolo al conseguimento delle finalità dell'organizzazione o di norme etiche